# 海徳寺 (碧南市)
海徳寺（かいとくじ）は、愛知県碧南市音羽町1丁目30にある浄土宗西山深草派の寺院。
山号は南面山。寛正3年（1462年）創建。三河新四国八十八ヶ所霊場第81番・第82番札所。大浜てらまちと呼ばれる地域にある。

## 歴史

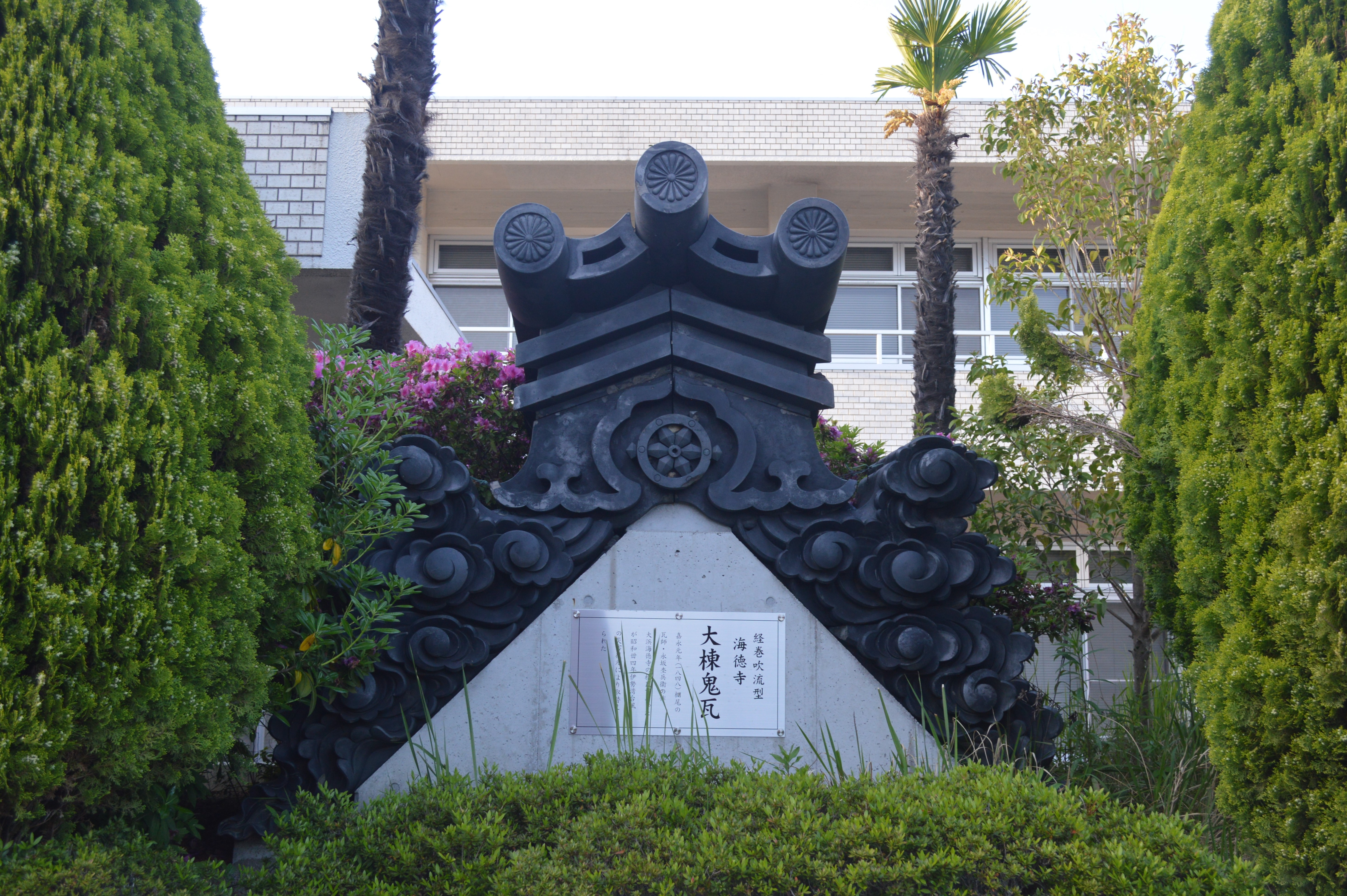
永坂杢兵衛による大棟鬼瓦（碧南市民図書館中部分館敷地内）

### 中世・近世・近代
寛正3年（1462年）、守翁西演和尚がこの地に草庵を築いたのが海徳寺の始まりである。
嘉永元年（1848年）には審空和尚（第20代）によって本堂が再建された。高さ2.23m、幅2.68mの大棟鬼瓦は永坂杢兵衛の作であり、後に本堂から降ろされた後には碧南市民図書館中部分館敷地内に安置されている。
明治初期の神仏分離令の混乱期にあった1869年（明治2年）、寂空和尚（第22代）は伊勢国の菩提山神宮寺（同年に廃寺）から廃棄寸前の仏像六十余体を譲り受け、木造阿弥陀如来坐像を本尊とした。

### 現代
1959年（昭和34年）の伊勢湾台風では本堂再建時の鬼瓦が損傷したが、巨大すぎて修復不能と判断されたという逸話がある。1962年（昭和37年）には西側の大浜街道が拡幅され、この際に楼門が西向きから南向きに替えられた。楼門には一対の金剛力士像が鎮座し、仁王門の体をなしているが、金剛力士像は碧南市唯一のものであるという。
2002年（平成14年）の調査により、本尊の木造阿弥陀如来坐像が江戸時代の作ではなく平安時代後期の作と判明した。翌年の2003年（平成15年）、木造阿弥陀如来坐像は国の重要文化財に指定された。2019年（令和元年）には二重門の木造金剛力士立像が愛知県指定文化財に、旧本尊の木造阿弥陀如来立像が碧南市指定文化財に指定された。阿弥陀如来坐像は無料で拝観できる。

## 境内

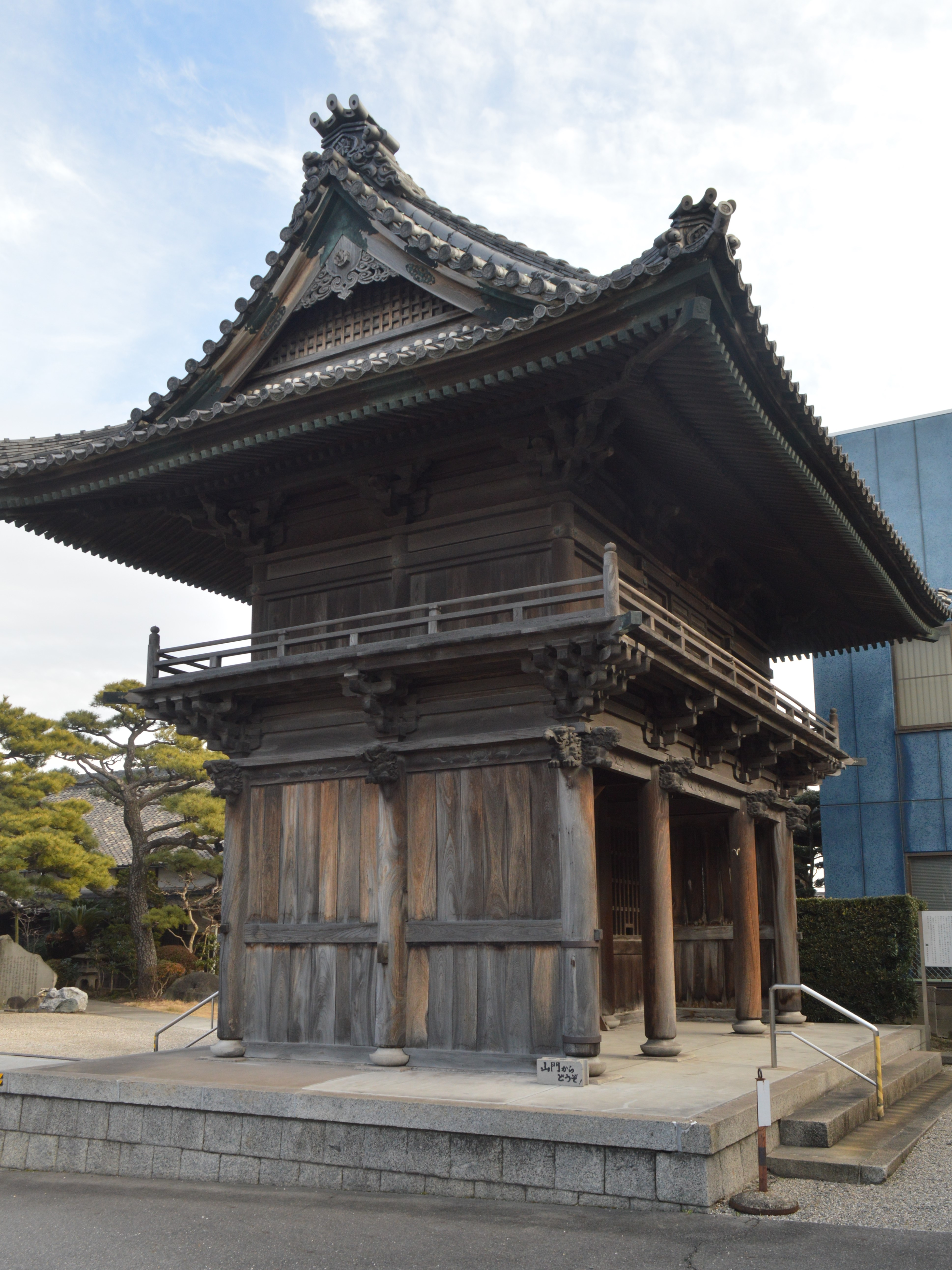
楼門

- 本堂
- 楼門
- 鎮守舎
- 音羽天神
- 一行庵
- 水盤舎
- 庫裏
- 鐘堂
- 薬医門

## 文化財

### 重要文化財（国指定）
- 木造阿弥陀如来坐像（彫刻） - 2003年（平成15年）5月29日指定[4]。

### 愛知県指定文化財
- 木造不動明王立像・木造毘沙門天立像（彫刻） - 2019年（平成31年）2月15日指定
- 木造金剛力士立像（彫刻） - 2019年（平成31年）2月15日指定[4]。

### 碧南市指定文化財
- 木造阿弥陀如来立像（彫刻） - 鎌倉時代。2019年（平成31年）3月7日指定[4]。

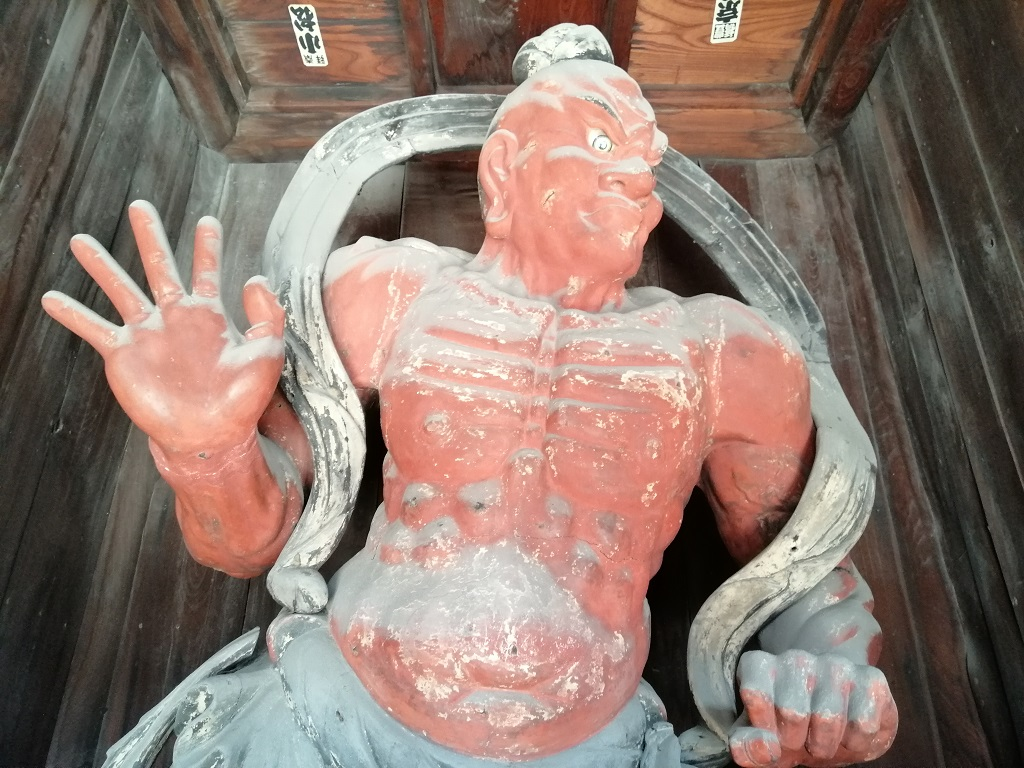
金剛力士像 左 吽形（うんぎょう）
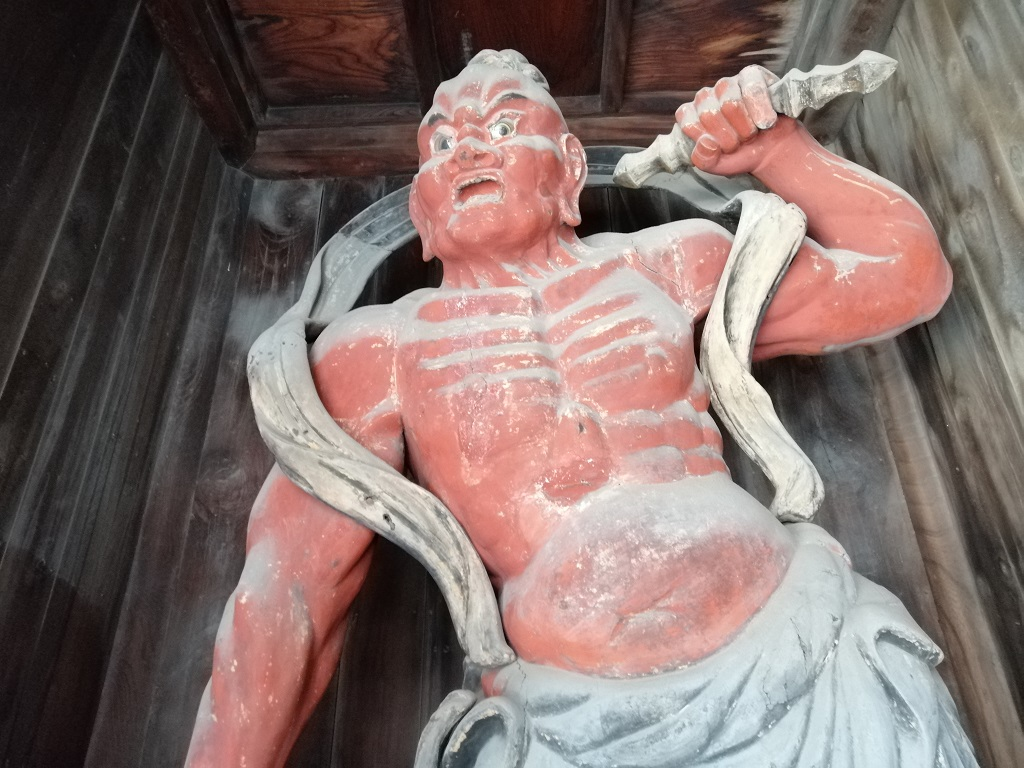
金剛力士像 右 阿形（あぎょう）

## 現地情報
所在地
- 447-0847：愛知県碧南市音羽町1丁目30

アクセス
- 名鉄三河線碧南駅から徒歩で約7分。